# Rebecca Wright
Rebecca Wright (5 décembre 1947 - 29 janvier 2006) est une ballerine américaine excellant tant dans les rôles classiques que contemporains, principalement connue lorsqu'elle était la première danseuse du Joffrey Ballet, de 1966 à 1975. En plus d'avoir créé des rôles dans plusieurs ballets de Gerald Arpino, dont Kettentanz, Trinity et Confetti, elle se produisit aussi dans les rôles de Tatiana pour The Dream de Frederick Ashton et la Danseuse de la rue pour Le Beau Danube de Léonide Massine. Après avoir quitté le Joffrey, elle se produisit en solo avec l'American Ballet Theatre de 1975 à 1983 ; elle dansa aussi à Broadway dans la comédie musicale Merlin en 1982 et apparut dans quelques films comme The Turning Point (1977) et à la télévision.